# 竹ヶ鼻町
竹ヶ鼻町（たけがはなちょう）は、かつて岐阜県羽島郡に存在した町である。
現在の羽島市竹鼻町とその周辺に該当する。

## 名称
- 竹ヶ鼻は竹ケ鼻と表記される場合も多い。
- 竹ヶ鼻は、明治以降から竹鼻とも呼称していたと推測される。

## 歴史
- かつてこの地域は尾張国葉栗郡であったが、1586年（天正14年）の大洪水により木曽川の流れが大きく変わり、この地域は美濃国に編入され、美濃国羽栗郡となる。
- 江戸時代末期、この地域は尾張藩領、天領であった。
- 1889年（明治22年）7月1日 - 竹ヶ鼻村が町制施行。竹ヶ鼻町になる。
- 1897年（明治30年）4月1日[1] - 羽栗郡と中島郡と合併して羽島郡となる。
- 1926年（大正15年）5月1日 - 駒塚村を編入する。
- 1935年（昭和10年）6月22日 - 日本航空輸送の郵便機が町内に墜落。五戸全焼。同町出身の操縦士1人が死亡[2]。
- 1954年（昭和29年）4月1日 - 正木村、江吉良村、堀津村、上中島村、下中島村、桑原村、足近村、小熊村、福寿村と合併し羽島市が発足。同日竹ヶ鼻町廃止。

## 経済
美濃路の脇往還の竹鼻街道・駒塚街道（富田 - 竹鼻 - 大垣）の中継地、木曽川・長良川の水運（逆川を利用）の中継地として、商業の街として栄えた。また、江戸時代後期からは美濃縞（織物）の生産の中心地であった。現在も古い商家の町並みが残る。江戸時代の建物は1891年（明治24年）の濃尾地震によってほとんど焼失しており、現在の建物は濃尾地震以後に建てられたものである。

## 交通

### 鉄道
- 名古屋鉄道竹鼻線
  - 竹鼻駅・本覚寺前駅[4]・西竹鼻駅

## 教育

### 小学校
- 竹ヶ鼻町立竹ヶ鼻第一小学校（現・羽島市立竹鼻小学校）
- 竹ヶ鼻町立竹ヶ鼻第二小学校（後の羽島市立竹ヶ鼻第二小学校。現・羽島市立中央小学校の前身）

### 中学校
- 竹ヶ鼻町江吉良村福寿村組合立竹鼻中学校（現・羽島市立竹鼻中学校）

### 高等学校
- 岐阜県立羽島高等学校

## 娯楽
- 八千代劇場 - 映画館
- 竹鼻朝日東映 - 映画館
- 羽島劇場 - 映画館

## 名所・旧跡・観光スポット
- 竹ヶ鼻城址
- 佐吉大仏
- 本覚寺
- 八剱神社
- 竹鼻別院